# Cyrtopodion kirmanense
Cyrtopodion kirmanense este o specie de șopârle din genul Cyrtopodion, familia Gekkonidae, descrisă de Nikolsky 1900. A fost clasificată de IUCN ca specie cu risc scăzut. Conform Catalogue of Life specia Cyrtopodion kirmanense nu are subspecii cunoscute.